# Hotel en taverne Espérance

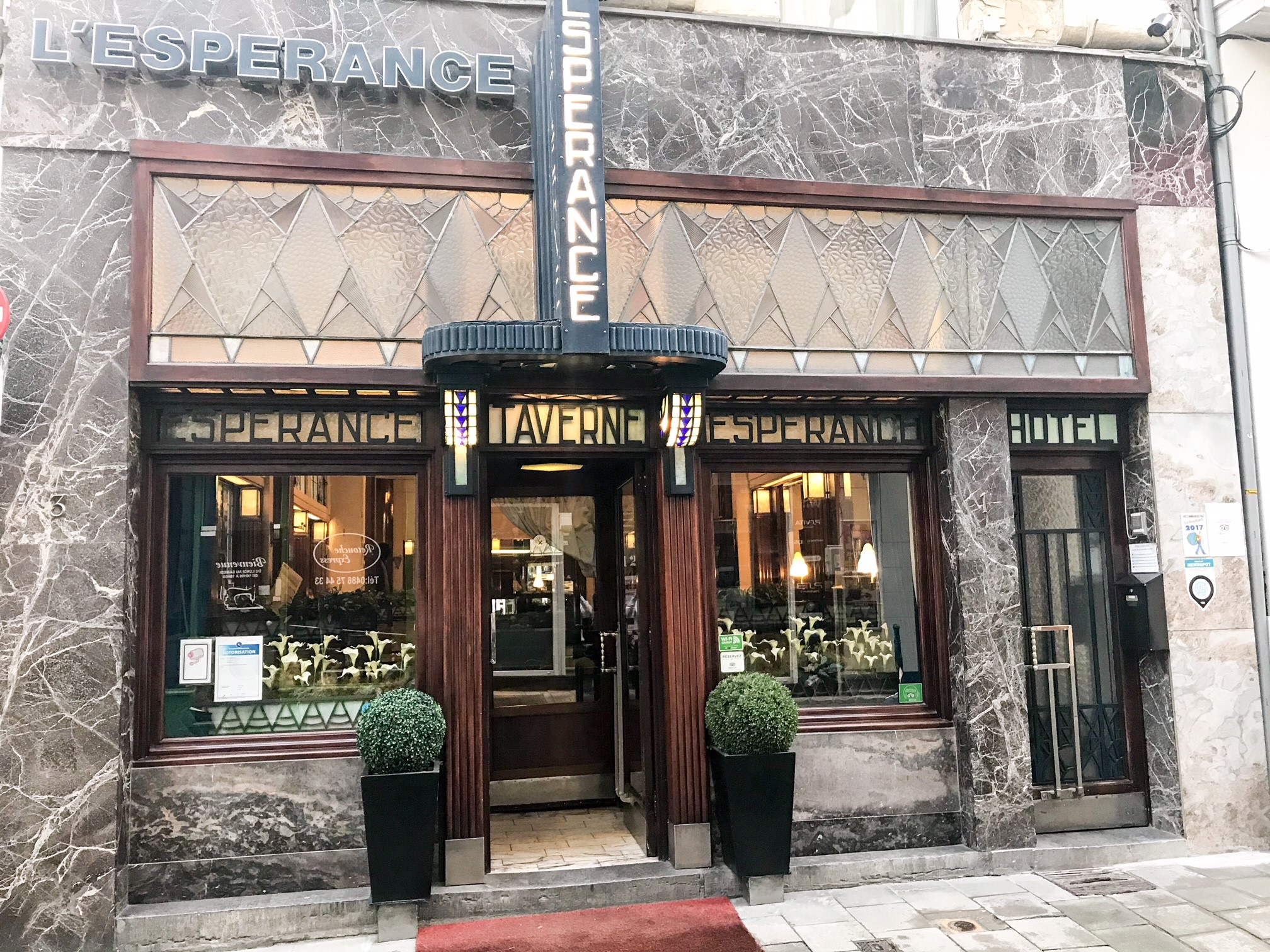
Gevel van het taverne-hôtel L'Espérance

Hotel en taverne Espérance is een café en hotel in art-decostijl, gebouwd in 1930 in Brussel. Het gebouw werd op 6 maart 2008 geklasseerd door het Brussels Hoofdstedelijk Gewest.

## Geschiedenis
Het werd gebouwd in eclectische stijl in 1874 aan de Finisterraestraat, nr 1-3, dicht bij de Nieuwstraat.Het ligt op een steenworp afstand van de Onze-Lieve-Vrouw van Finisterraekerk. De begane grond werd in 1930 getransformeerd door Léon Govaerts.

## Beschrijving
Het etablissement heeft de bijzonderheid dat het de meeste originele meubels heeft behouden. De versiering is in art deco-stijl.
De kleur groen is dominant, de symbolische kleur van hoop.
Buiten het etablissement is kleine luifel met daarin het lichtbord met opengewerkte letters en opalen glas, marmeren front. Binnen zijn er banken, salontafels, toog, lambrisering, inbouwlampen in het houtwerk, beschilderde glas-in-loodramen die merenlandschappen voorstellen, plantenbakken, aan weerszijden van de toog twee kantoor- en hotelservicedeuren met art deco glas-in-loodraam, toiletten ("Court") stijl jaren 30 van het merk Twyfords, enz. Niet alles is nog origineel. 
Het café is gekoppeld aan een hotel waarvan ook één kamer nog steeds in art deco-stijl is ingericht.
De taverne Espérance was ooit een ontmoetingsplaats en een charmant hotel.

## In populaire media
In 1976 heeft J.-L. Muller er scènes gefilmd voor de tv-film Les Scrupules de Maigret met Bruno Cremer.
Het hotel diende als decor voor L'Orchestre rouge met Claude Brasseur in 1989.
In 2014 werd er een fragment uit de film La Brabançonne van Vincent Bal opgenomen.
In de detectiveroman The Assassin Loves Art Deco van Kate Milie, 2012 (ISBN 978-2511026113) vinden moorden plaats in art deco-hotspots in Brussel. Eén ervan vindt plaats in een kamer in Espérance.